# Аккудык (Майкомгенский сельский округ)
Аккудык (каз. Аққұдық) — упразднённый аул в Жылыойском районе Атырауской области Казахстана. Входил в состав Майкомгенского сельского округа. Упразднён в 2013 году.

## Население
В 1999 году население аула составляло 325 человек (164 мужчины и 161 женщина). По данным переписи 2009 года в ауле проживало 190 человек (90 мужчин и 100 женщин).